# Rytm (rzeźba)

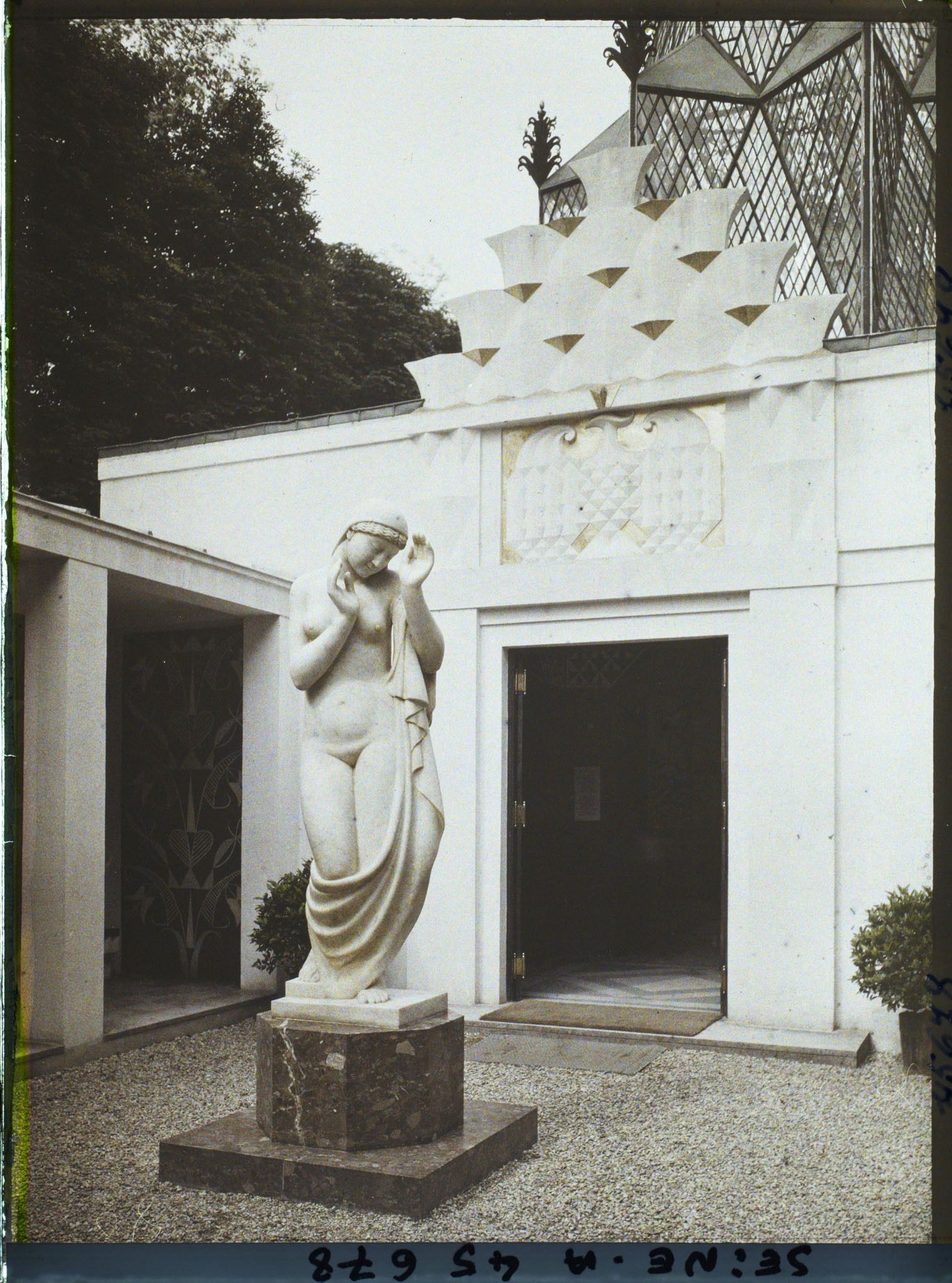
Rzeźba Rytm w polskim pawilonie w Paryżu w 1925

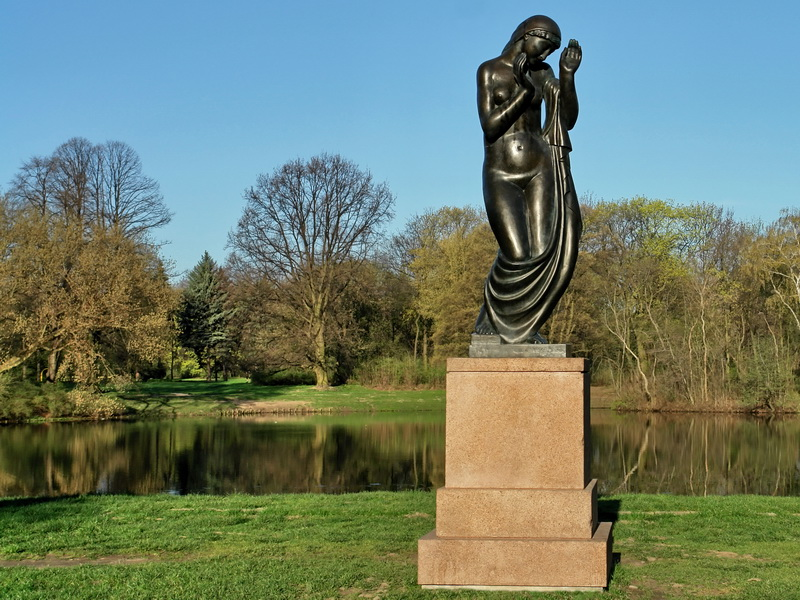
Rzeźba Rytm w Parku Skaryszewskim w Warszawie

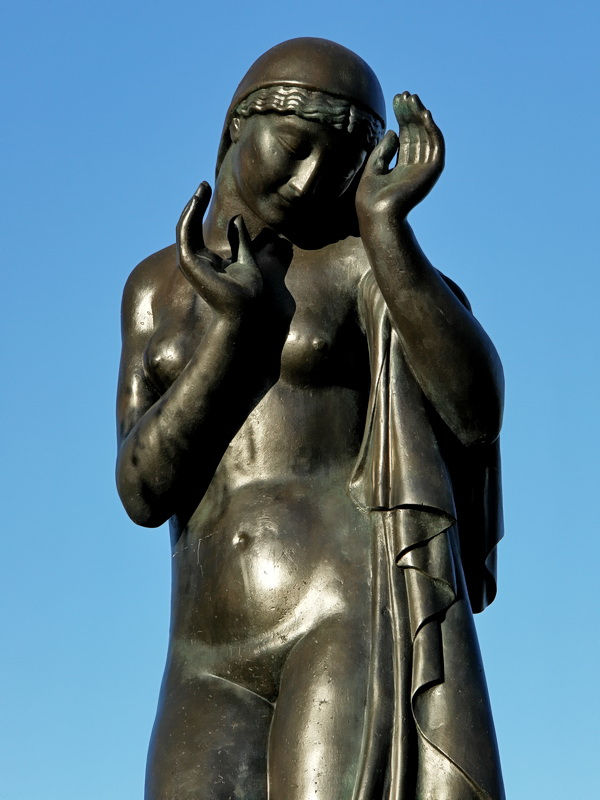
Zbliżenie rzeźby

Rytm – rzeźba autorstwa Henryka Kuny znajdująca się w parku Skaryszewskim w Warszawie.

## Opis
Pierwsza z serii rzeźb powstała w roku 1922, wykonano ją z hebanowego drewna. Kolejna z wersji tej rzeźby zdobiła dziedziniec polskiego pawilonu na Międzynarodowej Wystawie Sztuki Dekoracyjnej w Paryżu w 1925. Rzeźba z roku 1925 odsłonięta w 1929 ustawiona jest nad jednym  ze sztucznych jeziorek parku Skaryszewskiego. Przedstawia akt zastygłej w półobronnym i uległym geście tanecznym dziewczyny.
Na początku kwietnia 2007 zakończyła się jej kilkumiesięczna konserwacja, w czasie której konserwatorzy odkryli, że rzeźba w znacznej mierze wykonana jest z mosiądzu, nie zaś z brązu, jak się spodziewano
Na granitowych okładzinach cokołu znajdują się ślady po pociskach, prawdopodobnie pochodzące z pierwszych dni powstania warszawskiego.